# Ecgberht I av Northumbria
Ecgberht I av Northumbria, död 873, var en engelsk monark. Han var kung av Northumbria 867–872. 